# Stanisław Rychlik
Stanisław Rychlik (ur. 27 kwietnia 1930 w Łasku, zm. 25 września 2014) – polski działacz partyjny i państwowy, ekonomista, w latach 1971–1973 przewodniczący prezydium Wojewódzkiej Rady Narodowej w Szczecinie.

## Życiorys
Syn Franciszka i Stanisławy. W latach 1947–1948 członek Organizacji Młodzieży Towarzystwa Uniwersytetu Robotniczego. Z wykształcenia ekonomista, absolwent Politechniki Szczecińskiej. Od 1953 do 1955 kierownik wydziału studenckiego w Związku Młodzieży Polskiej w Szczecinie.
W 1949 wstąpił do Polskiej Zjednoczonej Partii Robotniczej. Od 1955 instruktor i zastępca kierownika Wydziału Oświaty Komitetu Wojewódzkiego PZPR w Szczecinie, następnie od 1958 do 1959 I sekretarz Komitetu Uczelnianego na Politechnice Szczecińskiej. W latach 1959–1963 sekretarz Komitetu Miejskiego PZPR w Szczecinie, w latach 1965–1971 powrócił do KW jako sekretarz ds. ekonomicznych. Następnie od 1971 do 1973 przewodniczący Prezydium Wojewódzkiej Rady Narodowej w Szczecinie. Od 1982 do 1984 I sekretarz Podstawowej Organizacji Partyjnej PZPR przy Głównym Urzędzie Statystycznym.
Został pochowany na Cmentarzu Komunalnym Południowym w Antoninowie koło Warszawy.